# Rekatholisierung
Rekatholisierung bezeichnet einen Vorgang innerhalb der Geschichte der Reformation und der Gegenreformation. Die Gegenreformation war formal eine Bewegung der geistigen Auseinandersetzung mit den Zielen der Reformation, um deren Wirkung zu begrenzen und sie schließlich wieder aufzuheben. Die Rekatholisierung hingegen stellte einen seit den 1540er Jahren mit machtpolitisch repressiven Mitteln durchgeführten Versuch von Herrschern und Kircheninstitutionen dar, protestantische Gebiete in den Machtbereich des Katholizismus zurückzuführen, nachdem die geistige Auseinandersetzung mit dem Protestantismus das nicht erreicht hatte.

## Historischer Überblick
Seit dem Augsburger Religionsfrieden von 1555 galt im damaligen deutschen Reich der Grundsatz, dass der Landesherr die Konfessionszugehörigkeit seiner Untertanen bestimmte (Cuius regio, eius religio). Hintergrund dieses Prinzips war die verbreitete Überzeugung in der Zeit, ein gemischt–konfessionelles Territorium sei nicht lebens- und friedensfähig, und keinesfalls wünschenswert. 
Rekatholisierung bedeutete in diesem Zusammenhang auf Weisung des katholischen Landesherrn die Wiedereinführung des katholischen und alleinigen Gottesdienstes in einer Pfarrkirche, bzw. in allen Pfarrkirchen eines Gebiets, in denen zuvor lutherische oder reformierte Gottesdienste gehalten worden waren.
Zum Teil wurden Bündnisse zur Durchsetzung etabliert. Siehe dazu:
- Katholische Liga (1538) (auch Nürnberger Bund oder Liga von Nürnberg genannt)
- Katholische Liga (1609) (in München von Reichsständen gegründet)

Konkrete Umsetzung der Rekatholisierung geschah durch die Vertreibung der lutherischen oder reformierten und die Einsetzung katholischer Pfarrer. Die „Eingepfarrten“, die seit zwei bis drei Generationen evangelisch gewesen waren und an die Bibel nach der Übersetzung Martin Luthers, an den Gottesdienst in ihrer Muttersprache, und an den evangelischen Katechismus gewöhnt waren, wurden gezwungen, katholisch zu werden. Die lateinische Messe, das Verbot der Priesterehe und des Laienkelchs (also des Abendmahls mit Brot und Wein für alle Gläubigen), die Heiligenverehrung, die Prozessionen und Wallfahrten – das alles war neu für sie oder nur noch aus der Familienüberlieferung bekannt. Doch sie galten durch ein Edikt des jeweiligen Landesherrn wieder als katholische Gemeindezugehörige und sollten sich an deren Regeln halten.
Den Unterricht, also die Katechese, in der für diese Menschen neuen und aufgezwungenen Konfession, übernahmen in den katholischen Territorien vielfach Ordensleute aus dem Jesuitenorden.

## Verlauf

### Anfänge

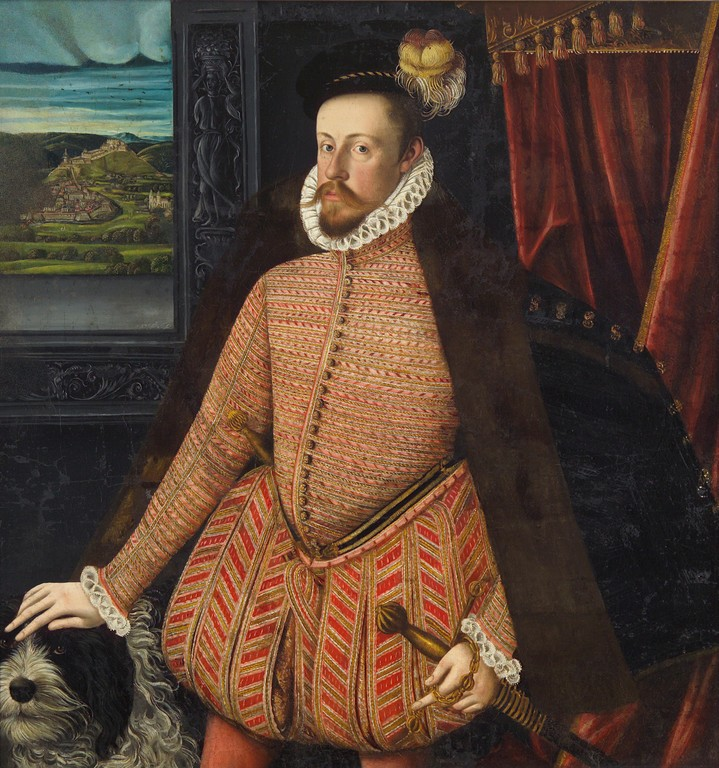
Erzherzog Karl II. war eine der treibenden Kräfte der Rekatholisierung

Von der Rekatholisierung betroffen war etwa ein Viertel der Bevölkerung im Heiligen Römischen Reich. Dabei lagen die Schwerpunkte in den direkten habsburgischen Besitzungen. Hinzu kamen einige geistliche Territorien im Reich und wittelsbachische Gebiete.
Während der 1570er Jahre begann die Rekatholisierung in geistlichen Territorien oder zugehörigen Gebieten wie Kurtrier, Kloster Fulda, Hochstift Würzburg, Hochstift Bamberg oder dem zu Kurmainz gehörenden Eichsfeld.
Eine erste Phase verstärkter Rekatholisierung fiel in die Zeit zwischen 1579 und 1609. In den habsburgischen Ländern hatte der religiös tolerante Maximilian II. die Verbreitung des Protestantismus ermöglicht. Sein Bruder Karl von Innerösterreich musste 1572 in der Grazer Pazifikation gegen seinen Willen in seinem Gebiet den Protestanten entgegenkommen.
Im Jahr 1579 kam es zur Münchner Konferenz an der sich neben Karl von Innerösterreich der päpstliche Nuntius, sowie Vertreter des Herzogtums Bayern, des Erzstifts Salzburg und Tirols auf eine Strategie zur Rekatholisierung der habsburgischen Gebiete verständigten. Die katholische Obrigkeit sollte die Druckereien kontrollieren, die Abmachungen mit den Ständen zu ihren Gunsten allmählich aufweichen, das Patronatsrecht im katholischen Sinn nutzen, protestantische Prediger verhaften und ausweisen, sowie den Bau von evangelischen Kirchen verhindern. Protestantische Funktionsträger sollten Katholiken weichen.

### Innerösterreich
Karl betrieb auf dieser Basis die Rekatholisierung in Innerösterreich. Neben den antiprotestantischen Maßnahmen, etwa dem Verbot evangelische Kirchen zu besuchen, gründete er die Universität Graz und verbot den Besuch auswärtiger, insbesondere protestantischer Hochschulen. Unter der Herrschaft Ferdinands II. wurden diese Maßnahmen intensiviert. Es wurden Reformationskommissionen eingesetzt. Diese sollten protestantische Geistliche und Lehrer ausweisen, protestantische Funktionsträger durch Katholiken ersetzen und die Ordnungen der Städte im katholischen Sinn verändern. Widerstand gegen diese Maßnahmen galten als Aufruhr und wurden notfalls militärisch niedergeschlagen. Die Prediger wurden vertrieben und protestantische Bücher verbrannt. Teilweise wurden die Kirchen zerstört. Auch die evangelischen Schulen wurden geschlossen. An die Stelle der evangelischen Prediger wurden katholische Priester eingesetzt. Die Menschen waren verpflichtet, deren Bekehrungspredigten beizuwohnen. Wer nicht zur Konversion bereit war, verlor seine Bürgerrechte und musste auswandern. In den Städten war die Verleihung des Bürgerrechts von der Zustimmung des katholischen Pfarrers abhängig. Eine nicht unbeträchtliche Zahl von Personen ging ins Exil. Bis 1609 war in Innerösterreich die Rekatholisierung nach außen hin abgeschlossen.

### Geistliche Territorien

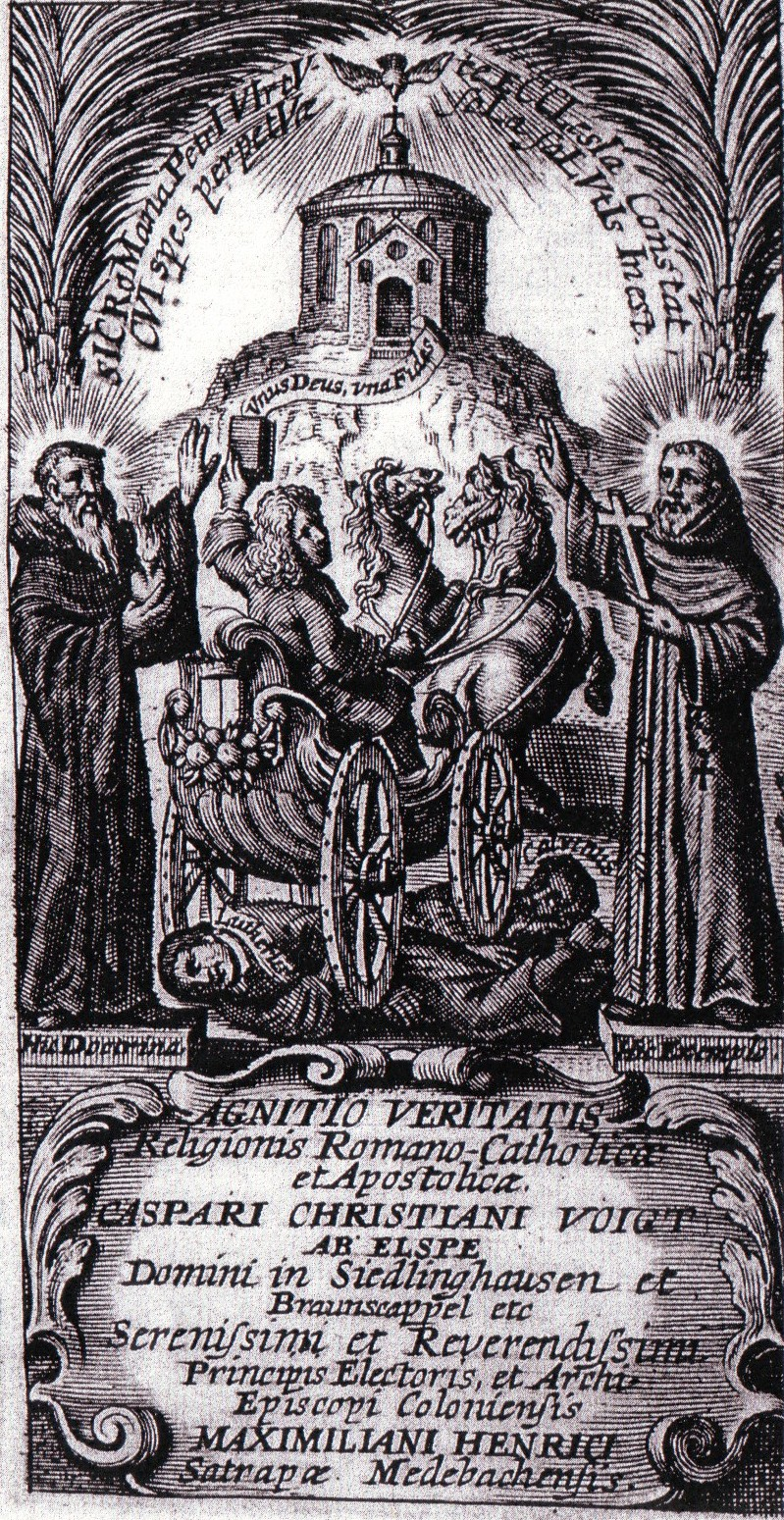
Titelkupfer zu Caspar Christian Voigt von Elspes Agnitio veritatis religionis (Köln, 1682). In der Kutsche sitzt der zum Katholizismus übergetretene Autor. Diese zermalmt die Reformatoren Luther und Calvin. (Original heute in der Dombibliothek Hildesheim)

Für die Rekatholisierung der katholischen Territorien in Nordwestdeutschland entscheidend war der gescheiterte Versuch Gebhards I. von Waldburg in Kurköln den Protestantismus durchzusetzen. Im Kölnischen Krieg wurde 1583 der geistliche Vorbehalt durchgesetzt. Mit Ernst von Bayern wurden Kurköln und seine Nebenländer, das Herzogtum Westfalen und das Vest Recklinghausen, bis ins 18. Jahrhundert von Nachkommen aus der katholischen Linie der Wittelsbacher regiert. Gegen die ausdrückliche Bestimmung des Konzils von Trient wurde den Kölner Erzbischöfen die gleichzeitige Übernahme anderer geistlicher Herrschaften mit dem Ziel der Rekatholisierung erlaubt. Die Erzbischöfe konnten so auch die Rekatholisierung in den Bistümern Münster und Paderborn sowie in anderen Bistümern wie Hildesheim vorantreiben. Dies erwies sich indes als eine langwierige Aufgabe. Im Erzstift selbst dauerte die Rekatholisierung bis ins 18. Jahrhundert an. Ähnliche Rekatholisierungsprozesse fanden in Kurmainz und im Hochstift Würzburg statt. In Mainz verbot Johann Adam von Bicken den evangelischen Gottesdienst und führte den katholischen Ritus wieder ein. Bedeutende Ämter waren nur noch Katholiken vorbehalten. Ähnlich war die Situation unter Julius Echter von Mespelbrunn im Hochstift Würzburg. Auch dort wurden protestantische Funktionsträger durch Katholiken ersetzt, und wer in den bislang protestantischen Städten nicht konvertieren wollte, hatte ins Exil zu gehen.

### Böhmen und habsburgische Erblande

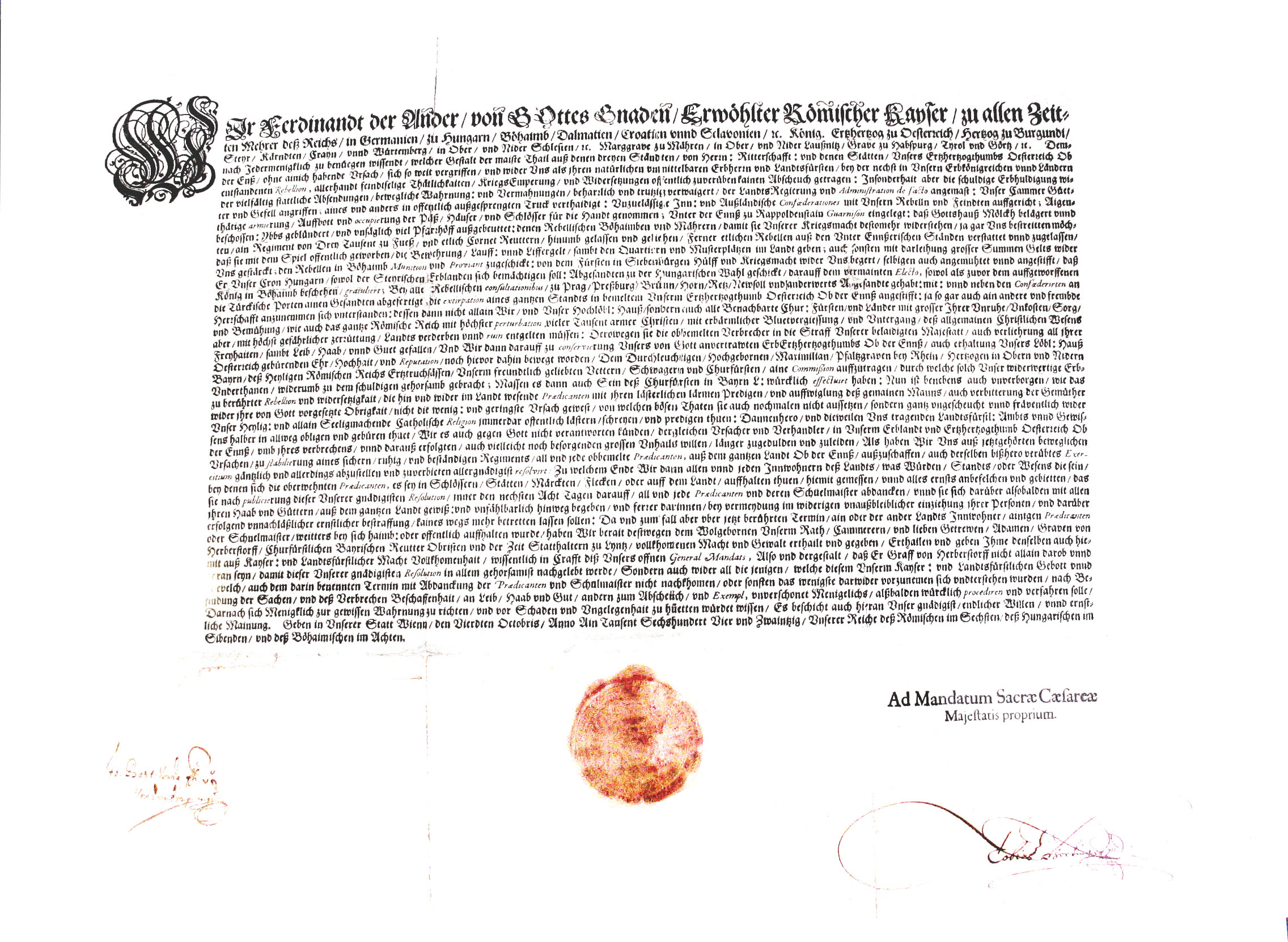
Reformationpatent von Ferdinand II., mit dem er 1624 die Ausweisung aller evangelischen Prediger und Schulmeister verfügte

Im Königreich Böhmen kam es ebenfalls zu einem Wandel. Dort war nur noch eine Minderheit von etwa 10–15 Prozent katholisch. Bereits unter Ferdinand I. wurde den Jesuiten die Niederlassung erlaubt. Diese gründeten eine zweite Universität zur Ausbildung einer katholischen Elite. Unter dem Adel gewann die Rekatholisierung Anhänger. Diese sorgten dafür, dass auch ihre Untertanen den Glauben wechselten. Außerdem besetzten sie hohe Staatsämter. Rudolf II. wandte sich unter dem Druck des päpstlichen Nuntius insbesondere seit den 1590er Jahren einer verstärkten Rekatholisierungspolitik zu, stieß damit aber auf Widerstand. Der Majestätsbrief von 1609 unterbrach diese Entwicklung. Auch danach versuchten einige geistliche Fürsten, wie der Fürstbischof von Breslau Karl von Österreich, ihre Gebiete zu rekatholisieren. Diese Maßnahmen trugen zum Prager Fenstersturz und dem böhmischen Aufstand bei. Nach dem Sieg am Weißen Berg im Jahr 1620 wurden die in Innerösterreich und anderen Gebieten erprobten Maßnahmen auch in Böhmen und den zugehörigen Gebieten angewandt. Abgesehen von Schlesien, wo es auf Druck des sächsischen Kurfürsten Sonderbedingungen gab, wurde die Rekatholisierung in Böhmen, Mähren und der Grafschaft Glatz durchgesetzt. Wie anderswo wurden die protestantischen Beamten durch Katholiken ersetzt. Der protestantische Adel verlor weitgehend seinen Besitz und musste das Land verlassen. Die katholische Kirche wurde zur einzigen zugelassenen Konfession erklärt. Während Bürgern und Adeligen noch die Möglichkeit der Emigration blieb, wurde Bauern die Auswanderung verboten.
In der Chronik der Stadt Falkenau an der Eger in Böhmen werden für das Jahr 1626 die Artikel zur Rekatholisierung der Bürger der Stadt aufgeführt:
1. Wer einem Prädikanten Aufenthalt gibt, soll seine Güter und sein Leben verlieren.
2. Wer einen katholischen Pfarrer, seine Predigtworte oder Gebärden verspottet, soll verbannt werden und aller Güter verlustig sein.
3. Wer in seinem Hause unkatholische Gottesdienste halten lässt, soll verbannt werden und aller Güter verlustig sein.
4. Wenn ein Hausvater an Sonn- und Festtagen nicht zur Messe geht, muss er vier Wachslichter zur Kirche geben.
5. Wer in seinem Hause die Jugend heimlich lehrt, dem soll alles genommen und er dann vom Schergen zur Stadt hinaus geführt werden.
6. Keines Menschen Testament soll gültig sein, der nicht katholischer Religion ist.
7. Kein unkatholisches Kind darf ein Handwerk erlernen.
8. Wer über Gott, die heilige Jungfrau, den Heiligen oder den Kirchengebräuchen ungebührlich redet oder singt, der soll ohne alle Gnade am Leben gestraft und seiner Güter verlustig sein.

In genannter Chronik wird berichtet, dass die Bürger in den meisten Städten derart hartnäckig Widerstand gegen diese Artikel leisteten, dass härtere Zwangsmittel angewendet wurden. Man legte 12–20 Soldaten in ihre Häuser, die sie mit Speise und Trank und was sie sonst verlangten so lange versehen mussten, bis die Bewohner des Hauses katholisch wurden, oder es zu werden versprachen. In diesem Falle machte der Pfarrer an die Haustür ein weißes Kreuz und die Soldaten zogen in das Haus des nächsten widersetzlichen Bürgers ein, „wodurch dann das Volk in die äusserste Verzweiflung gerieth, Haus und Hof verließ und hauffenweis aus dem Lande zog“.
Weil sich der Adel in Nieder- und Oberösterreich den Aufständischen in Böhmen angeschlossen hatte, kam es auch dort zu ähnlichen Maßnahmen. Die protestantischen Adeligen hatten das Land zu verlassen oder kamen der Vertreibung zuvor, indem sie auswanderten. Die Güter wurden verkauft oder verpfändet. Adelige aus anderen Teilen der Habsburgermonarchie traten an die Stelle des alten einheimischen Adels. Auch aus Wien gingen zahlreiche protestantische Adelige und Bürger ins Exil. Es wird geschätzt, dass in Böhmen 150.000 und in Österreich etwa 100.000 Menschen aus diesen Gründen das Land verlassen mussten.

### Schlesien

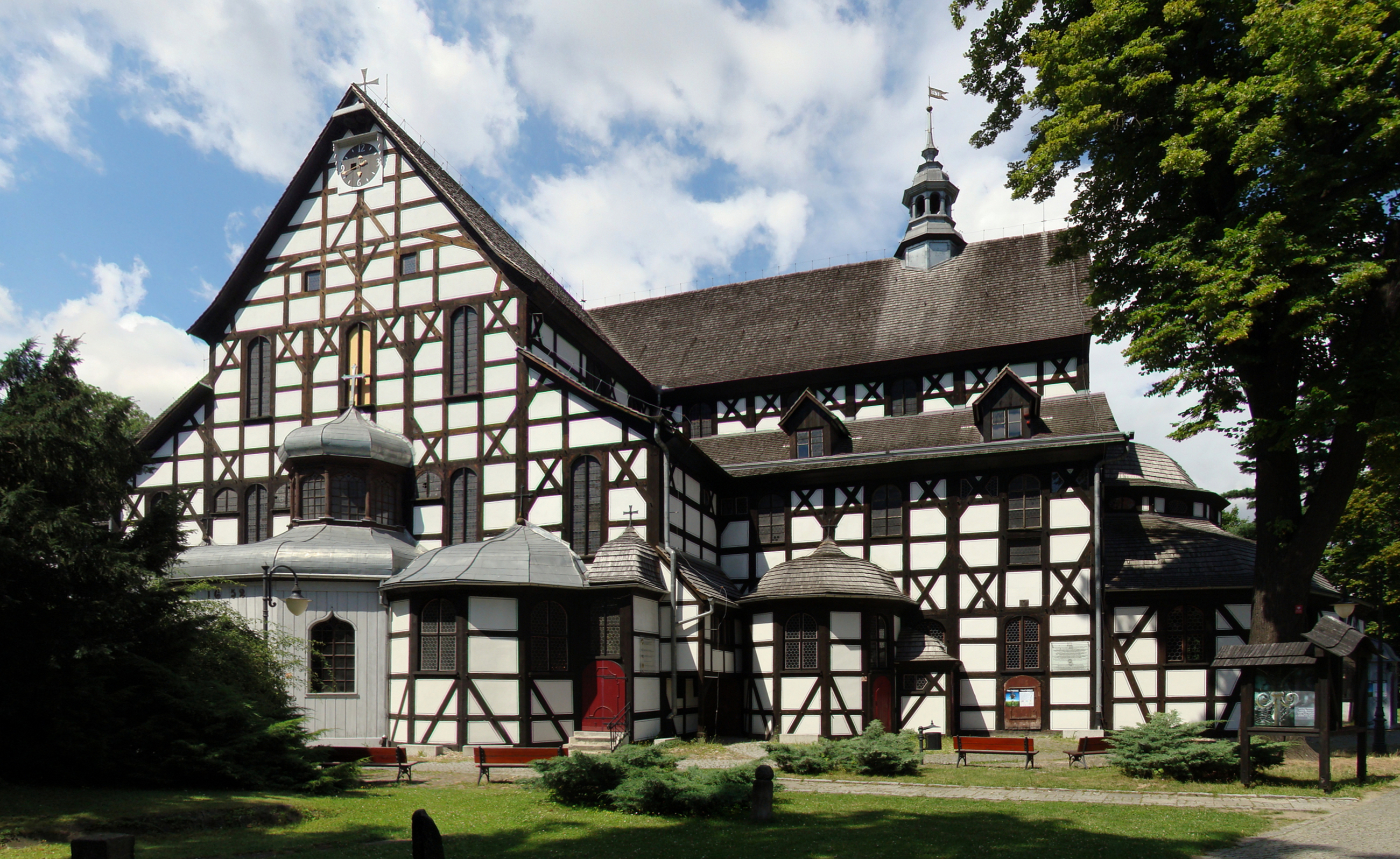
Friedenskirche Schweidnitz

Auch in Schlesien sollte die Rekatholisierung umgesetzt werden. Dies geschah zunächst in den direkt der Krone unterstehenden Gebieten. Im Frieden von Prag wurde die protestantische Religionsausübung nur noch in der Stadt Breslau und in den Herzogtümern der protestantischen Piasten erlaubt. Diese Bestimmungen wurden im Westfälischen Frieden von 1648 bestätigt. Allerdings wurden vor den Toren von Schweidnitz, Jauer und Glogau sogenannte evangelische Friedenskirchen erlaubt. Nach dem Tod des letzten protestantischen Herzogs (Georg Wilhelm I. starb am 21. November 1675) begannen die Habsburger mit der Rekatholisierung der letzten Herzogtümer. Es gelang in der Folge, etwa ein Drittel der Kirchen dem Katholizismus zuzuführen. Allerdings musste Leopold I. unter Druck von Karl XII. von Schweden 1707 die Rückkehr zu den konfessionellen Verhältnissen von 1648 versprechen. Durch das Bemühen auswärtiger Mächte bestanden in Schlesien zwei etwa gleich starke Konfessionsgruppen nebeneinander, auch wenn die Rekatholisierungsversuche bis zur preußischen Eroberung 1740 weitergingen.

### Pfälzische Gebiete
Neben den Habsburgern taten sich weiterhin auch die Wittelsbacher bei der Rekatholisierung besonders hervor. Nach seiner Konversion 1614 trieb Wolfgang Wilhelm von Pfalz-Neuburg die Rekatholisierung in Pfalz-Neuburg mit Härte voran. Ähnliches versuchte er nach 1619 auch in Jülich-Berg am Niederrhein. Während seine Politik in seinen Stammländern erfolgreich war, gelang dies am Niederrhein nicht vollständig, unter anderem weil die Protestanten Rückhalt beim Brandenburger Kurfürsten fanden, der auch Herrscher in Kleve-Mark war.

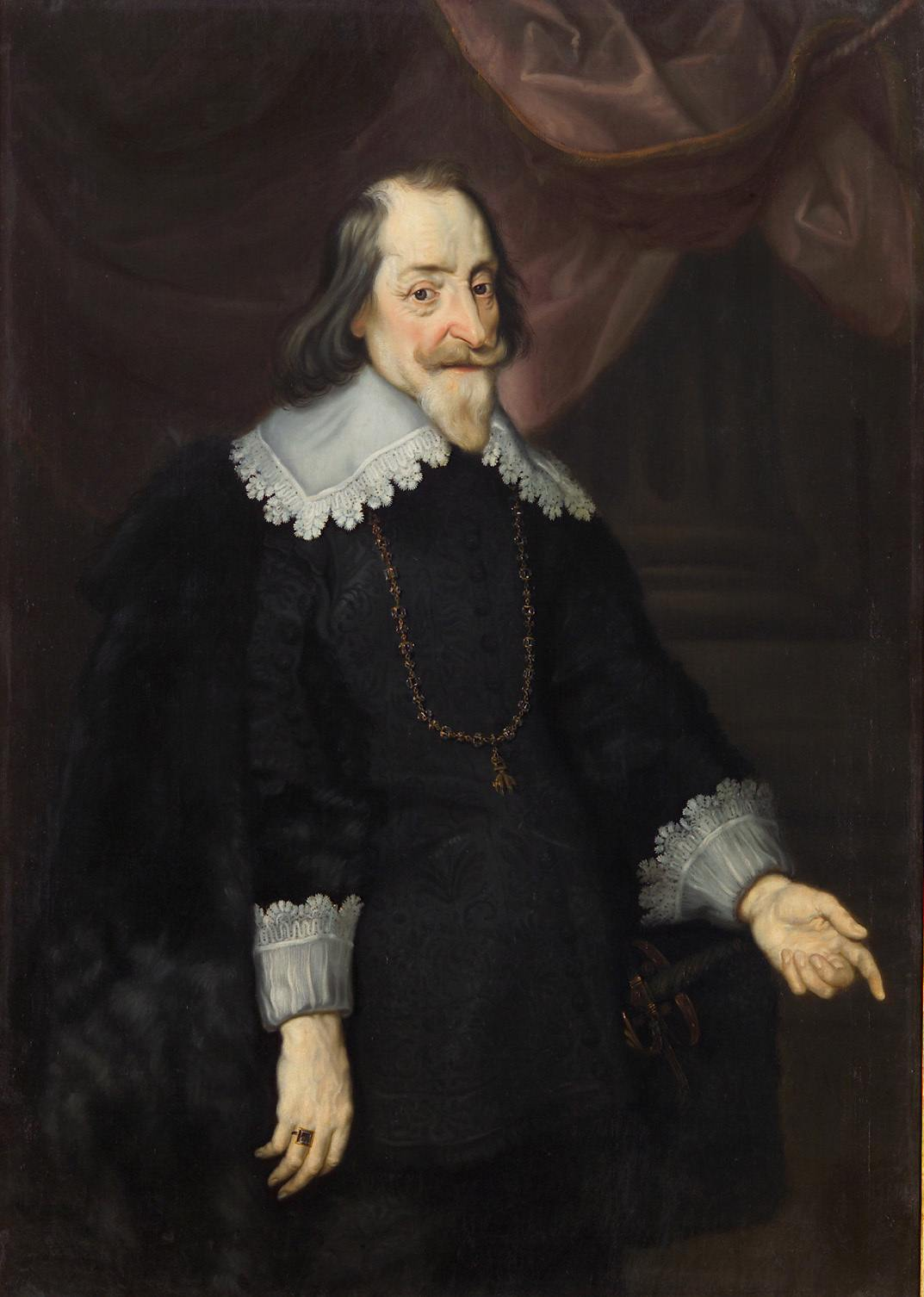
Kurfürst Maximilian I. von Bayern betrieb in den ihm zugefallenen pfälzischen Gebieten eine Politik der Rekatholisierung

Seit 1623 kam es zur Rekatholisierung der Oberpfalz durch Maximilian von Bayern. Im Jahr 1628 wurde der Katholizismus zur alleinigen Konfession erklärt. Wie in den meisten anderen Territorien waren die Jesuiten die Träger der Rekatholisierung. Auch die Franziskaner der Bayerischen Ordensprovinz leisteten mit der Gründung von Klöstern in Pfreimd, Amberg, Cham und Kemnath hierzu einen wichtigen Beitrag. Das Muster ähnelte dem in den Habsburger Gebieten. Widerstand wurde durch die Einquartierung von Soldaten gebrochen. Der Prozess der Rekatholisierung wurde bis 1675 weitgehend beendet. Ähnlich agierten die Wittelsbacher nach 1628 auch in der rheinischen Kurpfalz. Der Verlust dieses Gebietes während des Krieges und die Rückgabe an die protestantischen Wittelsbacher nach 1648 beendeten dies. Als die Linie Pfalz-Simmern 1685 ausstarb, versuchten die Erben aus der Linie Pfalz-Neuburg erneut, die Kurpfalz zu rekatholisieren. Diese Bestrebungen wurden durch die Franzosen während des Pfälzischen Erbfolgekrieges ab 1688 fortgesetzt. Am Ende standen Katholiken, Lutheraner und Calvinisten mit leichten Vorteilen für die Katholiken nebeneinander.

### Auslaufen und Folgen

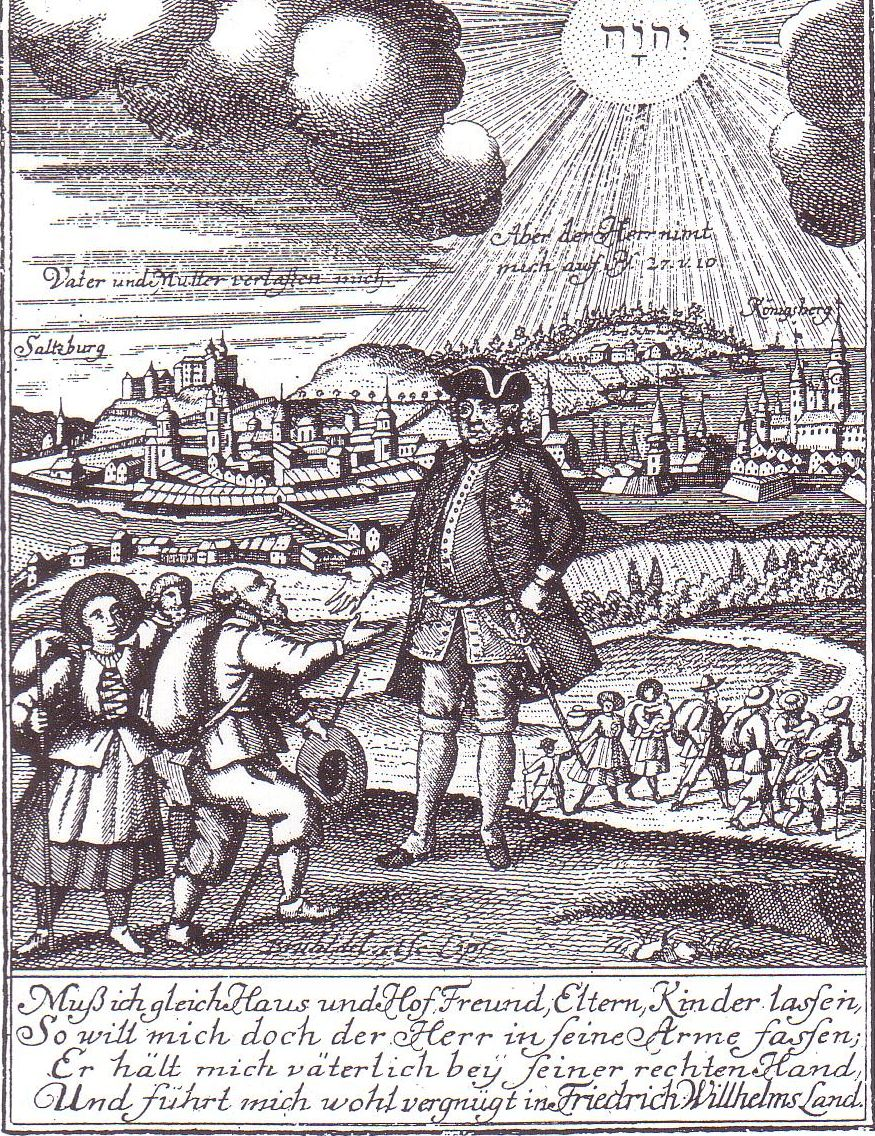
Symbolische Darstellung des Empfangs Salzburger Exulanten in Preußen durch König Friedrich Wilhelm I.

Auch im 18. Jahrhundert ging die Rekatholisierung weiter. Bekannt ist die Vertreibung Salzburger Exulanten aus dem Fürstbistum Salzburg in den 1730er Jahren.
Nur in wenigen abgelegenen Gebieten konnten sich im Untergrund protestantische Zirkel behaupten. In Teilen Oberösterreichs und Kärntens gelang dies bis in die Herrschaftszeit Josephs II. Wo dies nicht der Fall war, kam es nach Generationen zur Akzeptanz des Katholizismus. Der Katholizismus des Barock, der auch den Alltag mitprägte, spielte dafür eine wichtige Rolle. Wie stark die Akzeptanz des Katholizismus in den zurückgewonnenen Gebieten geworden war, zeigte sich daran, dass die kirchenreformerischen Maßnahmen Josephs II. auch dort zu Widerstand führten.
Die konfessionelle Geschlossenheit von Dorf- und Stadtgemeinden blieb bis weit ins 19. Jahrhundert der auch von der Bevölkerung begrüßte Normalzustand. Schon im 17. Jahrhundert wurde das Prinzip von 1555, etwa bei Grenzverschiebungen, nicht mehr streng durchgehalten und Rekatholisierungen (ebenso wie der umgekehrte Vorgang) wurden seltener.

## Zur Begriffsgeschichte
Der Hamburger Historiker Arno Herzig versuchte im Jahr 2000 eine fachliche Definition des Begriffes „Rekatholisierung“, die einer Neubewertung dieses geschichtlichen Vorgangs innerhalb der Gegenreformation gleichkommt.
Demnach bedeutet Rekatholisierung nicht unbedingt, wie in gängiger Forschungsmeinung oft zu lesen ist, für das 16. bis 18. Jahrhundert einen Versuch, den sich ausbreitenden Protestantismus zurückzudrängen und die Bevölkerung unter Zwang wieder zum Katholizismus zurückzuführen. Herzig definiert den Begriff der „Rekatholisierung“ zu Beginn seiner Studie als „weitgehend durch Gewalt herbeigeführte Einrichtung der katholischen Konfession als allein gültige Konfession im Staat“. Die katholische Konfession wird hier somit als eine Institution verstanden – und damit zugleich als Machtfaktor im Staat –, unter der man versucht, die zum Protestantismus gewechselten Bevölkerungsteile wieder in den Einflussbereich der katholischen Kirche einzubeziehen. Es ist aber damit nicht eine innere kirchliche Erneuerung gemeint, wie man sie im Konzil von Trient beabsichtigte. Das wird auch bei Herzig selbst betont. Dieser Prozess der Rekatholisierung als solcher ist schon lange in der Forschung bekannt. Auch ist das Wort Rekatholisierung hierfür seit langem in Gebrauch. Durch Arno Herzig wird es allerdings erstmals in einer übergreifenden Studie angewendet. Herzigs Begriff der Rekatholisierung basiert auf dem Begriffsschema der (katholischen) Konfessionalisierung, welches von Wolfgang Reinhard und Heinz Schilling, und dem der Sozialdisziplinierung, welches von Gerhard Oestreich geprägt wird. Oestreich spricht auch bei langfristigen Lern- und Transformationsprozessen von „Fundamentaldisziplinierung“. Auch das lässt sich letzten Endes in das Modernisierungsparadigma für die Frühe Neuzeit insgesamt einbeziehen.
Die Rekatholisierung bedeutet im Grunde ähnlich wie die Sozialdisziplinierung oder „Fundamentaldisziplinierung“, von der Oestreich spricht, beziehungsweise der Konfessionalisierung von Reinhard und Schilling ein historiographisches Deutungsmuster für die Frühe Neuzeit. Mit dem Modernisierungsparadigma, in dem diese Prozesse eingebunden sind, lassen sich auch ähnliche Erscheinungen und Zielvorstellungen aus der Zeit nach der eigentlichen Gegenreformation zuordnen und erklären.
Tatsächlich handelt es sich hierbei um Maßnahmen der Sozialdisziplinierung, die von verbaler diplomatischer Einflussnahme bis hin zur offenen Gewalt gehen. Die Folge der restriktiven Praxis war die Ausbildung eines sogenannten Kryptoprotestantismus. Bei Herzig ist die „weitgehend konfliktfrei verlaufende Sozialdisziplinierung“ in den katholischen Territorien das eigentliche Modernisierungspotential des Katholizismus neben den spezifischen Formen der Kollektivbildung in dieser Epoche überhaupt.

## Verwandte Themen
- Die Reconquista bezeichnet die christliche Rückeroberung der iberischen Halbinsel, die bereits im 9. Jahrhundert begann und mit der Eroberung von Granada im Jahre 1492 abgeschlossen wurde.
- Religionswechsel großen Stils, etwa die Christianisierung im Römischen Reich und im Frühmittelalter oder die Islamisierung, sind stets mit institutionellem Druck und/oder entsprechenden Anreizen verbunden.
- Auch gegenüber den laizistischen und antiklerikalen Tendenzen der politischen Linken in Europa machten sich im 20. Jahrhundert autoritäre Rekatholisierungstendenzen bemerkbar (etwa beim Versuch der Etablierung eines österreichischen Ständestaats 1934–38 oder in Spanien nach dem Sieg Francisco Francos im Bürgerkrieg ab 1939).
- Das Streben der Etablierung des Katholizismus in christlichen Körperschaften ohne römisch-katholische Vergangenheit (etwa orthodoxe Territorien) wird Katholisierung genannt.